# 皺紋龐鯰
皺紋龐鯰，為輻鰭魚綱鯰形目粒鯰科的其中一種，為熱帶淡水魚，分布於亞洲泰國、馬來西亞及印尼淡水流域，本魚體色通常為褐色，具有許多不規則的淡褐色斑塊，頭部有小瘤，體側亦具有數列小瘤，背鰭硬棘1枚，背鰭軟條4-5枚，臀鰭軟條8-10枚，體長可達11公分，棲息在水質清澈、流動且森林覆蓋的溪流底層水域，喜藏於沉木或岩石底下，屬肉食性。

## 扩展阅读
維基物種上的相關：皺紋龐鯰